# Касл, Марселлус
Марселлус Пернелл Касл (иногда Марцелус Кестл; англ. Marcellus Purnell Castle, известный также как M. P. Castle; 1849—1917) — английский филателист, президент Королевского филателистического общества Лондона (1913—1917), первый редактор журнала «The London Philatelist» («Лондонский филателист», 1892—1917).

## Образование и род занятий
Выпускник Школы Кингс-колледжа в Лондоне. По роду занятий Касл был владельцем пивоварни «Альбион» (Albion Brewery) в Брайтоне, а также служил мировым судьёй.

## Вклад в филателию
М. Касл был президентом двух филателистических обществ — Хартфордшира (Hertfordshire Philatelic Society) и Брайтона и Суссекса (Brighton & Sussex Philatelic Society).
В 1879 году он вступил в Королевское филателистическое общество и был избран членом совета общества в 1881 году. Касл стал вице-президентом в 1891 году после смерти Томаса Таплинга. В 1902 году Касл ушёл в отставку с поста вице-президента, и его преемником был Линдси, Джеймс, 26-й граф Кроуфорд. Касл также входил в экспертный комитет общества.
В 1913 году М. Касл стал президентом Королевского филателистического общества и занимал этот пост до самой своей смерти в 1917 году.
В период с 1892 по 1917 год Марселлус Касл был также первым редактором журнала «The London Philatelist», кроме десяти номеров в 1892—1893 годах, когда он состоял членом редакционной коллегии.
Филателистическими интересами Касла было коллекционирование почтовых марок штатов Австралии и Европы; в этих областях он создал крупные коллекции. В частности, его специализированная коллекция Австралии и британских колоний в Океании была продана в 1894 году за 10 тысяч фунтов стерлингов, после чего Касл сконцентрировался на собирании марок Европы. Европейская коллекция Касла разрослась до 67 томов и была продана в 1900 году У. У. Манну (W. W. Mann; 1848—1915) за 27,5 тысяч фунтов стерлингов. Вторую свою коллекцию Австралии Касл реализовал в 1905 году за 5750 фунтов стерлингов.
М. Касл выиграл золотую медаль за свой экспонат почтовых марок Нового Южного Уэльса на Лондонской филателистической выставке 1890 года.

## Почётные звания и награды
Касл удостоился чести быть внесённым в «Список выдающихся филателистов» в качестве одного из «отцов филателии». Он был также награждён медалью Линденберга в 1909 году.
В 1911 году Марселлус Касл был удостоен членства в Королевском Викторианском Ордене короля Георга V и получил соответствующую награду.